# 薛憕
薛憕（？—？），字景猷，河东郡汾阴县（今山西省运城市万荣县）人，出自河东薛氏南祖，北魏、西魏官员。

## 生平
薛憕的曾祖薛弘敞遭逢赫连氏的变乱，率领族人避难迁居到襄阳郡。
薛憕早年丧父，家境贫穷，亲自种田赡养祖母，闲暇时就阅览书籍。薛憕性格放荡不羁，不拘小节，当时的人没有觉得他有什么不同寻常的地方。江南政权选拔人才时，大多注重世家大族，薛憕的家族世代没有贵官显宦，如果解褐做官，也只不过是一个侍郎。薛憕寄居他乡，不被提拔重用，他常常叹息说：“难道我要连续五十年戴着平民的头巾，到死时也只是一个校尉，低眉顺眼，一举一动要看人家的脸色行事呢？”薛憕常常郁郁不得志，总是在众人之中傲视那些达官显贵，负才任性，从未拜访过豪门显贵的家门。左中郎将京兆韦潜度对他说：“你的门第并非低下，自身才能也不差，为何不放下身份多去吏部拜谒几次呢？”薛憕说：“‘世胄蹑高位，英俊沈下僚’，古人都因此而叹息，我不会这样去做。”韦潜度对别人说：“这个少年非常慷慨有志气，只是生不逢时。”
北魏孝昌年间，薛憕驱马来到洛阳。之前薛憕的叔祖薛真度与族祖薛安都献出徐州、兖州归附北魏，薛真度的儿子薛怀俊见到薛憕，非常亲密友善。正巧遇到尔朱荣废立皇帝，薛憕就回到河东郡，住在薛怀俊家里。薛憕不与人交往，每天读书，亲手抄写约二百卷书籍。只有河东郡太守元袭经常邀请薛憕屈驾光临，以平等的礼节对待薛憕。薛怀俊经常对他说：“你回到故乡，不经营产业，也不肯娶妻，难道是还想回到南方？”薛憕自行其乐，不改自己的志向。普泰年间，薛憕出任给事中，加伏波将军。
等到高欢起兵，薛憕就东游梁、陈之间，对族人薛孝通说：“高欢阻拦大军欺凌皇上，天下的动荡变乱才刚开始。关中是地形险要的地方，一定会有霸王占据那里。”薛憕就和薛孝通一起游历长安。侯莫陈悦听说后，请薛憕出任行台郎，授予镇远将军、步兵校尉。永熙三年（534年），侯莫陈悦害死贺拔岳，军人们都欢庆欣慰，只有薛憕对军司傅长高说：“侯莫陈悦本来缺少才干，又谋害优秀的将领，败亡的命运不会太远。我们将要被人俘虏，还有什么值得庆贺！”傅长高认为薛憕的话有道理，两人都表现出忧惧的神色。很快宇文泰平定侯莫陈悦，引荐薛憕出任记室参军。魏孝武帝西迁，薛憕出任征虏将军、中散大夫，获封夏阳县男，食邑二百户。永熙三年十二月，魏孝武帝去世，宇文泰和百官推戴尊奉南阳王元宝炬，上表劝说元宝炬登基，命令吕思礼、薛憕作劝进表文，前后两次上奏，元宝炬都谦让不答应。宇文泰说：“能用文章感动至尊的人，只有董绍。”宇文泰于是命令董绍撰写第三篇表文，董绍一挥而就。大统元年（535年），西魏文帝元宝炬即位，薛憕出任中书侍郎，加安东将军，增加食邑一百户，晋爵为夏阳县伯。
大统四年（538年），宣光殿、清徽殿两座宫殿建成，薛憕为此撰文歌颂。魏文帝又造了两件珍奇器物：一件是两位仙人共同捧着一只钵，同处在一个盘子里。钵盖上有有山，山有香气，一个仙人又拿着金瓶站立在器物上，从金瓶倒出水浇在山上，水从瓶中流出后倾注在器物上，烟气从山中发出，称为仙人欹器。一件为两片荷叶同处在一只盘子里，相距一尺，中间有朵莲花，向下垂在器物上，用水注在荷叶上，从莲花中流出而充溢在器物内。上面雕有水鸟、雁、蟾蜍以作装饰，叫做水芝欹器。两个盘子各处在一个底座上，钵是圆的，而底座是方的，中间有人，象征天、地、人“三才”。两件器物都放在清徽殿前面，器物形状与觥相似而呈方形，注满水则保持平衡，水溢出便倾斜。薛憕又写文章予以歌颂。
大统初年，礼仪制度大多缺失，宇文泰命薛憕与卢辩、檀翥等参酌修订。薛憕因为自认为身遭离乱，所以不听音乐，虽然独处幽室，脸上也常有忧伤的面容。薛憕后来因事获罪而死。儿子薛舒继承爵位，官至礼部下大夫、仪同大将军、聘陈使副。

## 家庭

### 高祖
- 薛焕，右光禄大夫、汾阴侯[17]

### 曾祖
- 薛弘敞，秦州刺史、安邑侯[17]

### 父亲
- 薛众庆，南梁司徒骑兵参军[18]

### 子女
- 薛舒，隋朝仪同三司、乐宁县开国侯[18]